# 抵当権移転登記
抵当権移転登記（ていとうけんいてんとうき）とは日本における登記の態様の1つで、抵当権の承継を登記することである。本稿では不動産登記における抵当権移転登記について説明する。
抵当権が現在の登記名義人から他人に承継された場合、第三者に対抗するためには原則として抵当権移転登記が必要となる（民法177条）。その方法は一般承継か特定承継かによって一部手続きが異なる。一方、債務者につき承継が生じた場合、登記事項の変更であるので抵当権変更登記をすることになる。
なお、本稿では根抵当権を含まない普通抵当権の移転登記について説明する。以下、抵当権とあれば普通抵当権を指すものとする。根抵当権の移転登記については根抵当権移転登記を参照。

## 略語について
説明の便宜上、次のとおり略語を用いる。
法
不動産登記法（平成16年6月18日法律第123号）
規則
不動産登記規則（平成17年2月18日法務省令第18号）
準則
不動産登記事務取扱手続準則（2005年（平成17年）2月25日民二456号通達）
記録例
不動産登記記録例（2009年（平成21年）2月20日民二500号通達）

## 一般承継

### 概要
ここで言う一般承継とは、前抵当権者の有する権利・義務の一切を承継することである。包括承継とも言う。自然人については相続が、法人については合併があてはまる。なお、会社分割も一般承継ではある（2001年（平成13年）3月30日民二867号通達第1-3）が、登記手続きは共同申請で行う（同通達第2-1(1)）。よって、本稿では便宜特定承継の項目に含めている。

### 登記事項
絶対的登記事項は、登記の目的、申請の受付の年月日及び受付番号、登記原因及びその日付、登記権利者の氏名又は名称及び住所並びに登記名義人が2人以上であるときはその持分（以上法59条1号ないし4号）、順位番号（法59条8号、令2条8号、規則1条1号・同147条）である。
相対的登記事項は、代位申請によって登記した場合における、代位者の氏名又は名称及び住所並びに代位原因である（法59条7号）。共有物分割禁止の定めについては、あらゆる抵当権移転登記の場合の登記事項とできるかどうか争いがある（登記インターネット66-148頁参照）。

### 登記申請情報（一部）
本稿では、上記の登記事項のうち代位申請に関する事項以外の事項について、登記申請情報の記載方法を説明する。申請の受付の年月日及び受付番号については不動産登記#受付・調査を参照。
登記の目的（令3条5号）は抵当権が前抵当権者の単独所有であった場合、「登記の目的　1番抵当権移転」のように記載し（記録例384）、前抵当権者Aと他人Bの準共有であった場合、「登記の目的　1番抵当権A持分移転」のように記載する（記録例380参照）。
転抵当権の移転の場合、「登記の目的　1番付記1号転抵当権移転」のように記載する（記録例387）。
登記原因及びその日付（令3条6号） は相続の場合は前抵当権者（被相続人）の死亡の日を日付として「原因　平成何年何月何日相続」のように記載し（記録例384）、合併の場合はその効力発生日を日付として「原因　平成何年何月何日合併」のように記載する（記録例385）。
登記申請人（令3条1号）は相続又は合併による抵当権移転登記は、登記権利者による単独申請で行う（法63条2項）。
相続の場合の記載の例は以下のとおりである。
合併の場合も同様に、（被合併会社　株式会社D）のように記載し、その下に抵当権者として承継する法人を記載すればよい。なお、以下の事項も記載しなければならない。
- 原則として申請人たる法人の代表者の氏名（令3条2号）
- 支配人が申請をするときは支配人の氏名（一発即答14頁）
- 持分会社が申請人となる場合で当該会社の代表者が法人であるときは、当該法人の商号又は名称及びその職務を行うべき者の氏名（2006年（平成18年）3月29日民二755号通達4）。

添付情報（規則34条1項6号、一部）は登記原因証明情報（法61条・令7条1項5号ロ）を添付する。合併の場合は更に代表者資格証明情報（令7条1項1号）も原則として添付しなければならない。
一方、既述のとおり単独申請で行うので、登記識別情報の添付は不要である（法22条本文参照）。なお、登記原因証明情報の具体例については所有権移転登記#登記原因証明情報に関する論点を参照。論点は同じである。
登録免許税（規則189条1項前段）は債権金額の1,000分の1である（登録免許税法別表第1-1(6)イ）。 なお、端数処理など算出方法の通則については不動産登記#登録免許税を参照。

## 特定承継
ここで言う特定承継とは、前抵当権者の有する権利・義務のうち一定部分を承継することである。債権譲渡が典型例である。

### 前提の登記
抵当権移転登記の登記義務者である抵当権の現在の登記名義人の登記記録上の表示（氏名・名称・住所）が現実のものと異なる場合、抵当権移転登記の前提として登記名義人表示変更登記をしなければならない（1968年（昭和43年）5月7日民甲1260号回答）。

### 登記事項
一般承継の場合の登記事項のほか、相対的事項として権利に関する消滅の定めも登記することができる（法59条5号）。具体的には「特約　抵当権者が死亡した時に抵当権は消滅する」のように記載する（記録例358参照）。この特約は抵当権移転登記とは独立した登記として付記登記で実行される（規則3条6号）。
債権一部譲渡又は一部代位弁済があった場合、当該譲渡又は代位弁済の目的である債権の額も登記事項となる（法84条）。
民法392条2項後段による次順位抵当権者の代位による登記（民法393条）の場合、先順位抵当権者が弁済を受けた不動産に関する権利・当該不動産の代価及び当該弁済を受けた額・法83条1項及び88条1項の事項（抵当権設定登記#登記事項を参照）も登記事項となる（法91条）。

### 登記申請情報（一部）
本稿では、上記の登記事項のうち代位申請に関する事項以外の事項について、登記申請情報の記載方法を説明する。ただし、民法393条の代位の登記に関する事項については説明する。申請の受付の年月日及び受付番号については不動産登記#受付・調査を参照。

#### 登記の目的
一般承継と異なり、抵当権又は持分の一部の移転も可能である。その場合、「登記の目的　1番抵当権一部移転」（記録例377）や「登記の目的　1番抵当権A持分一部移転」のように記載する。
ただし、民法392条2項後段による次順位抵当権者の代位による登記（民法393条）の場合、「登記の目的　1番抵当権代位」のように記載する（記録例388）。

#### 登記原因及びその日付
「原因　平成何年何月何日債権譲渡」のように記載する（記録例376）。以下、登記原因と原因日付に分けて説明する。
- 登記原因
  - 抵当権には随伴性があるので、債権譲渡により抵当権も移転する。この場合、「債権譲渡」（記録例376）・「債権一部譲渡」（記録例377）・「債権持分譲渡」（記録例380）・「債権持分一部譲渡」のように記載する。
  - 被担保債権につき代位弁済があった場合、抵当権は代位者に移転する（民法501条本文、1901年（明治34年）7月11日民刑電報回答）。この場合、「代位弁済」（記録例382）・「一部代位弁済」（記録例383）のように記載する。
  - 抵当権の準共有持分を放棄した場合、当該持分は他の準共有者に移転する（民法264条・255条）。この場合、「抵当権持分放棄」のように記載する（記録例381）。
  - 不可分債権の準共有持分を放棄した場合、当該持分に係る抵当権は他の準共有者に移転する（民法264条・255条）。この場合、「債権持分放棄」のように記載する（記録例380）。一方、可分債権の準共有持分を放棄した場合、附従性により当該持分に係る抵当権は消滅する。この場合、一部抹消という登記は存在しないので、移転登記をした後に当該持分の割合に応じた分だけ抵当権の債権額を減少させる抵当権変更登記をすることになる。
  - 民法392条2項後段による次順位抵当権者の代位による登記（民法393条）の場合、「民法第392条第2項による代位」のように記載する（記録例388）。
  - 他に、「真正な登記名義の回復」がある。これは、本来抹消登記をして登記名義を得るべきであるところ、利害関係人の承諾証明情報（令別表26項申請情報ヘ）を添付すべきなのに承諾が得られない場合、抵当権移転登記によって登記名義を得る手続きである（1961年（昭和36年）10月27日民甲2722号回答参照）。
  - また、裁判所の転付命令（民事執行法159条1項）によっても抵当権は移転する。この場合、「債権転付命令」のように記載する（記録例386）。ただし、この登記は裁判所書記官の嘱託によってされ（民事執行法164条1項）、申請をすることはできない（1917年（昭和6年）10月21日民事1028号回答）。
- 原因の日付
  - 原則として、契約締結の日又は意思表示の日などを日付とする。ただし、当事者間で特約をすればそれに従う。また、停止条件を付した場合、条件成就の日である（民法127条1項）。
  - 債権譲渡の場合、原則どおり債権譲渡契約の成立日である。第三者に対する対抗要件（民法467条）を具備した日ではない。
  - 民法392条2項後段による次順位抵当権者の代位による登記（民法393条）の場合、競売による代価の配当実施日である。
  - 真正な登記名義の回復、登記原因の日付の記載は不要である（1964年（昭和39年）4月9日民甲1505号回答参照）。

#### 譲渡額又は弁済額
令別表57項申請情報により申請情報となる。具体的には、「譲渡額　金何円」（記録例377）や「弁済額　金何円」（記録例383）のように記載する。

#### 民法393条による登記関連
先順位抵当権者が弁済を受けた不動産に関する権利（令別表59項申請情報イ）は、「競売不動産　何市何町何番の土地」や「競売不動産　何市何町何番地家屋番号何番の建物」のように記載する（記録例388）。
先順位抵当権者が弁済を受けた不動産の代価及び弁済を受けた額（令別表59項申請情報イ）は、「競売代価　何円」及び「弁済額　金何円」のように記載する（記録例388）。
後順位抵当権の登記事項（令別表59項申請情報ロ・ハ）は、法83条1項各号及び88条1項各号の事項を記載する。具体的には、利息や損害金などである。抵当権設定登記#登記事項も参照。
この登記は「代位」という文言が登場するものの、不動産登記法で言う代位申請にはあたらない（法59条7号参照）ので、代位原因（令3条4号）の記載は不要である。

#### 登記申請人
原則として抵当権又はその持分もしくはそれらの一部を得る者を登記権利者とし、失う者を登記義務者と記載する。なお、法人が申請人となる場合の代表者の氏名等の記載に関する論点は一般承継の場合と同じである。
真正な登記名義の回復の場合、以前に登記名義人であった者以外の者が登記申請人となることはできない（1965年（昭和40年）7月13日民甲1857号回答参照）。
民法393条による登記は「代位」という文言が登場するものの、不動産登記法でいう代位申請にはあたらない（法59条7号参照）ので、代位者の氏名等（令3条4号）の記載は不要である。

#### 添付情報
登記原因証明情報（法61条・令7条1項5号ロ）、登記義務者の登記識別情報（法22条本文）又は登記済証を添付する。法人が申請人となる場合は更に代表者資格証明情報（令7条1項1号）も原則として添付しなければならない。共同担保関係については#登録免許税で述べる。
一方、書面申請の場合であっても、登記義務者の印鑑証明書の添付は原則として不要である（令16条2項・規則48条1項5号、令18条2項・規則49条2項4号及び法48条1項5号）が、登記義務者が登記識別情報を提供できない場合には添付しなければならない（規則47条3号ハ参照）。
なお、代位弁済が任意代位である場合、債権者に代位するためには債権者の承諾が必要である（民法499条1項）が、当該債権者が登記申請人（登記義務者）となるので、承諾証明情報の添付は不要である。
また、債権譲渡を原因として抵当権移転登記を申請する場合、民法467条の第三者に対する対抗要件を具備したことを証する書面を添付する必要はない（1899年（明治32年）9月12日民刑1636号回答）。従って、登記記録上の抵当権移転登記は無効であるということがありうる（なお、不動産登記に公信力はない）。
民法393条による登記は「代位」という文言が登場するものの、不動産登記法でいう代位申請にはあたらない（法59条7号参照）ので、代位原因を証する情報（令7条1項3号）の添付は不要である。

#### 登録免許税
債権金額の1,000分の2である（登録免許税法別表第1-1(6)ロ）。 なお、端数処理など算出方法の通則については不動産登記#登録免許税を参照。
共同担保にある数個の抵当権を移転する場合、登録免許税法13条2項の減税規定が準用される（1968年（昭和43年）10月14日民甲3152号通達1）。よって、移転登記が最初の申請以外の場合で、前の申請と今回の申請に係る登記所の管轄が異なる場合、登記証明書（登録免許税法施行規則11条、具体的には登記事項証明書である）を添付すれば（管轄が同じなら添付しなくても）、当該移転登記に係る抵当権の件数1件につき1,500円となる（登録免許税法13条2項）。この場合、登記申請情報に減税の根拠となる条文を「登録免許税 金1,500円（登録免許税法第13条第2項）」のように記載しなければならない（規則189条3項）。

## 登記に関する先例
- 合併による消滅会社名義の抵当権が1個の不動産に数個設定されている場合、抵当権移転登記は規則35条9号にのっとり、1個の申請情報によりすることができる（1935年（昭和10年）9月16日民甲946号回答）。
- 民法501条1号による保証人の代位弁済による抵当権移転登記は、第三者が目的不動産を取得する以前であれば、保証人の弁済の前後に関係なくできるが、弁済前にする場合は付記の仮登記をするべきである（1905年（明治38年）4月29日民刑1180号回答）。
- 取得の原因及び内容が異なる多数の抵当権の移転登記は、その移転原因及び目的が同一であれば、1個の申請情報によりすることができる（1953年（昭和28年）4月6日民甲547号通達）。

## 登記の実行
抵当権移転登記は付記登記で実行される（規則3条5号）。従って、転抵当権の移転登記は付記登記の付記登記で実行される（記録例387）。